# Wesley La Violette
Wesley La Violette (4. januar 1894 – 29. juli 1978) var en amerikansk komponist.